# Vallentuna (comune)
Vallentuna è un comune svedese di 29 910 abitanti, situato nella contea di Stoccolma. Il suo capoluogo è la città omonima.

## Località
Nel territorio comunale sono comprese le seguenti aree urbane (tätort):
- Karby
- Kårsta
- Lindholmen
- Vallentuna